# 新约基
新约基是巴西马拉尼昂州的一个市镇。总面积976.629平方公里，总人口4860人，人口密度5人/平方公里。